# مولانا معروف
مولانا معروف یا معروف بغدادی از خوشنویسان اواخر قرن هشتم و اوایل قرن نهم بود.
او نخست از خوشنویسان دربار جلایری در بغداد بود اما بعداً به دربار تیموریان رفت. اسکندر سلطان فرزند عمرشیخ و نوه تیمور لنگ، فرمانروای تیموری فارس و اصفهان که از حامیان هنر بود؛ پس از آنکه با یکی از دختران سلطان احمد جلایری ازدواج کرد و سلطان احمد از سلطان بایزید عثمانی در سال ۱۴۰۲م/۸۰۴ ه‍. ق در جنگ آنکارا شکست خورد؛ مولانا معروف را به دربار خود آورد و در واقع او را به ارث برد.
سرانجام وی را به توطئه‌ای متهم کردند و به در هرات زندانی شد؛ و در حدود ۸۳۰ ه‍. ق در زندان درگذشت. شمس بایسنقری از شاگردان اوست.